# Луканова, Алла Геннадьевна
А́лла Генна́дьевна Лука́нова (род. 23 июля) — советский и российский искусствовед, историк искусства, куратор.

## Биография
Алла Луканова родилась 23 июля.
В 1984 году окончила отделение истории и теории искусства исторического факультета Московского государственного университета имени М. В. Ломоносова.
Специализируется на русском искусстве конца XIX — начала XX века.
В 1987—2000 годах работала в Государственной Третьяковской галерее. С 2000 года работает в Государственном музее изобразительных искусств имени А. С. Пушкина; заместитель заведующего отделом личных коллекций.
Неоднократно выступала на конференциях, организованных Комиссией по изучению русского авангарда 1910-х — 1920-х годов при Российской академии наук, в Государственном институте искусствознания в 1990-е и 2000-е годы.
Одна из авторов «Энциклопедии русского авангарда» (2013—2014).

## Участие в профессиональных и общественных организациях
- Член Ассоциации искусствоведов (АИС)[1]
- Член Национальной организации экспертов в области искусства (НОЭКСИ)[1][3]

## Награды и звания
- Заслуженный работник культуры Российской Федерации (2011)[1]

## Выставки (куратор)
- 1999—2000 — «М.Ларионов. Н. Гончарова. Шедевры из парижского наследия. Живопись». Государственная Третьяковская галерея, Москва[1]
- Монографические выставки Марка Шагала, Ивана Клюна, Казимира Малевича, Петра Кончаловского, выставка к 100-летию Ильи Зильберштейна и другие проекты в ГТГ и ГМИИ[1]